# Proidotea haughi
Proidotea haughi är en kräftdjursart som beskrevs av Emil Racoviţă och Sevastos 1910. Proidotea haughi ingår i släktet Proidotea och familjen Chaetiliidae. Inga underarter finns listade i Catalogue of Life.